# Terrehault
Terrehault ist eine französische Gemeinde mit 143 Einwohnern (Stand: 1. Januar 2022) im Département Sarthe in der Region Pays de la Loire. Die Gemeinde liegt im Arrondissement Mamers und im Kanton Bonnétable. 

## Geografie
Terrehault liegt etwa 26 Kilometer nordöstlich von Le Mans und etwa 37 Kilometer südöstlich von Alençon am Flüsschen Tripoulin. Umgeben wird Terrehault von den Nachbargemeinden Courcival im Norden, Rouperroux-le-Coquet im Nordosten, Bonnétable im Süden und Osten, Briosne-lès-Sables im Süden und Südwesten sowie Jauzé im Westen.

## Einwohnerentwicklung
| 1962                      | 1968 | 1975 | 1982 | 1990 | 1999 | 2006 | 2013 |
| ------------------------- | ---- | ---- | ---- | ---- | ---- | ---- | ---- |
| 163                       | 139  | 137  | 115  | 94   | 72   | 96   | 134  |
| Quelle: Cassini und INSEE |      |      |      |      |      |      |      |

## Sehenswürdigkeiten

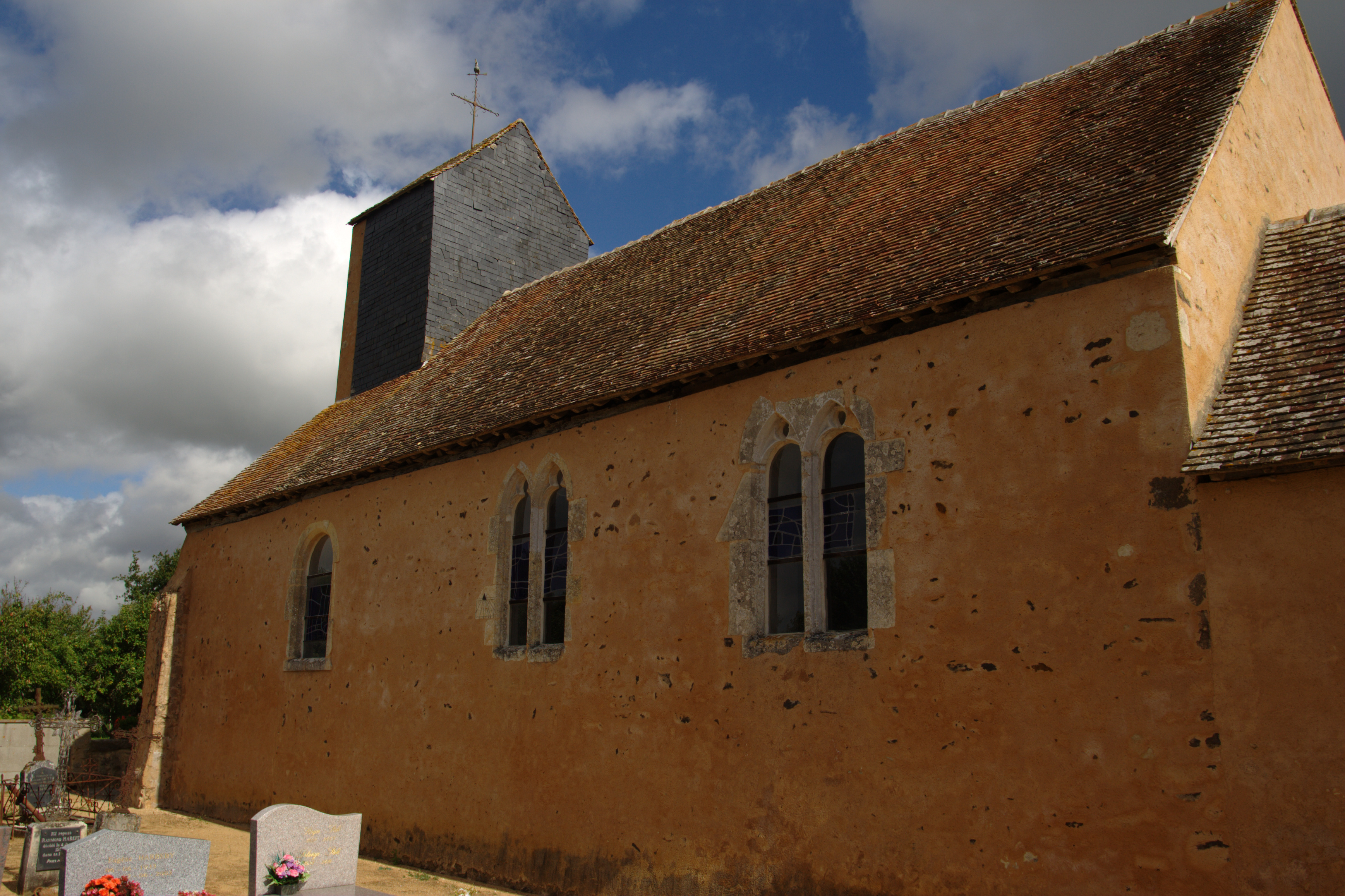
Kirche Saint-Pierre

- Kirche Saint-Pierre